# Tianta
Tianta (kinesiska: 天塔, 天塔街道) är ett stadsdelsdistrikt i Kina. Det ligger i storstadsområdet Tianjin, i den norra delen av landet, nära eller i stadens centrum. Antalet invånare är 83 753. Befolkningen består av 41 536 kvinnor och 42 217 män. Barn under 15 år utgör 5,0 %, vuxna 15-64 år 79 %, och äldre över 65 år 15,0 %.